# Steimbke
Steimbke – miejscowość i gmina w Niemczech w kraju związkowym Dolna Saksonia, w powiecie Nienburg (Weser), siedziba gminy zbiorowej Steimbke.